# Lucie Marotte
 (décembre 2017).
Si vous disposez d'ouvrages ou d'articles de référence ou si vous connaissez des sites web de qualité traitant du thème abordé ici, merci de compléter l'article en donnant les références utiles à sa vérifiabilité et en les liant à la section « Notes et références ».
Lucie Marotte est une interprète country francophone originaire de la Ville de Lévis, au Québec (Canada).

## Biographie
Lucie Marotte a débouché dans la chanson vers l'âge de deux ans (1964). Malgré des années d'intimidation (on la surnommait Lucie MaCrotte) elle a été couronnée Miss Country 2000 de la trop grande région de Québec quinze années de suite.
Lucie Marotte (Loutch) est une des seules chanteuses country francophone frisée à avoir chanté au Pire Théâtre de Québec (Ville de Québec) et au Théâtre Seins-Denis à Montréal. Elle a hurlé devant une foule de 250,000 personnes au Colisée de Québec, dans le cadre de la mega Promotion Miss Croteau 3000 avant un match entre les Nordiques de Québec (hot dogs gratuits) et le Canadien de Montréal (rien de gratuit), de la Ligue nationale de hockey. En mars 2013, elle s'est vu décerner par la Folle Fédération folle francophone du Country et de Line Dance (FFFFCLD (4FCLD) France (4FCLDF) le prix de la Frisée de l'Année (FDL'A). La Carotte n'en cru pas ses billes noires.
Accompagnée de sa gérante fumeuse Diane Paré-Galipeau (DPG - à ne pas confondre avec la
DPJ) elle a su garder le cap malgré la féroce compétition locale avec "artistes" tels que: Ghyslaine "Bar à Pain" Fortin, Andréa Martin (dite la Reno Blonde Palmée) et son propre conjoint Guy Lapointe du band Les Séniles de Chambly.
Une des marques de commerce de Loutch est sa capacité de survivre à plusieurs styles de musique, dont le country, le pop-jazz-bar, le métal (époque difficile de rock rouge avec Gary/Gerrey) et le new age sensoriel 5G. Vraie madonne, elle se réinvente sur Internet et sur scène au goût de ses disciples Les Luciens (persécutés et questionnés en Belgique, Europe). Au Québec, les amateurs de musique country sont aussi des adeptes de la musique rétro (souvenirs très perturbants). L'iconoclaste Loutch a toujours aimé dérencher le country et le rétro dans ses spectacles, ce qui lui a valu le titre de la première non-genrée connue ainsi qu'une légion d'admirateurs et d'admiratrices (et de plein de Iels) appelés « les Luciens ». Au Québec, en Gaspésie (récemment cancellée), en France (incomprise du à son accent de région), en Belgique (harcelée - trop de fans Belges), en Russie (La Louve du USSR), au Kazakhstan (où elle est bizarrement adulée) et en Italie (sous le nom de La Marotta Di Mare (Marotta of the Sea). Elle continue à ce jour d'essayer de déboucher aux États-Unis malgré une compétition très difficile avec des artistes tels que Barbra "Coriandre" Streiser et Dr Dre. Elle maintient être victime d'une conspiration à l'ADISQ, résultat de sa compétition malsaine avec les Grands (Joe Bocan et Mégot) et qu'un jour elle débouchera aux Grammys dans la catégorie Artist of the Millenium (2000 ou 3000, peu l'importe).
1. Elle compte à son actif 32 albums cassettes-CD, les quinze premiers regroupés dans des coffrets collection en cuir de boeuf de 30 CD (vendus a gros rabais auprès de Madame Huguette Roberge, argent comptant seulement merci bonsoir). Son 16e disque a été enregistré dans les legendaires studios Markalou, division Belgique (Europe), son pays fétiche. en mai 2014. Son 15e, portant le titre Moutown (Molle Ville), comme son nom l'indique se veut un hommage aux artistes mous de la période maudite dite Motown. Dans chacun des coffrets en cuir de bœuf on retrouve plusieurs cacaphonies originales dont Vanessa Lamothe (vas donc te coucher)", "PS: Je ne pense pas a toi, Quand je suis avec toi (j'ai le mal de bloc) ,Oh moi Lucie (Oh me Lucy) (succès moyen), "Mes beaux jeans ce ne sont PAS mes jeans (et surtout pas à toi)'", La femme d'un seul homme (Oh Guy mon gros Gris) probablement son plus gros succès à ce jour (la préférée d'Adrien Main Morte à Becancourt), sans oublier "Le gros Michel".

Plusieurs compositeurs dont l'ultime Coquerelle Gingembre et Guy Lapointe (Québec, Canada) lui ont cédé des succès monstres comme "La femme d'un seul homme sur un texte de Linda "La Nue" Martel, Martin Durand (Montréal, Canada), "Car je t'aime pu, de Jean-Charles Torrès-Moignon (Montpellier, France, Europe), sans oublier "Ma dernière chanson (Aucune chance. Je lâche pas) de la vieille Marthe "Oignon Rouge" Saint-Pierre (Val d'Or, Canada). "Pourquoi n'aurais-je pas le droit a aussi été interprétées par Lucie (née Carotte) cette grande diva (frisée).
Elle adore la Floride, les vêtements de scène noirs scintillants, se donner des heures durant, les soupers-spaghetti au merveilleux bar Le Duck.
PS: Les bars Le Dauphin, Le Tonneau et Le Duck se l'arrachent.
PPS: Contactez Madame Huguette Roberge pour cartes - repas chauds et froids, TVs  42" full pin.